# جائزة كتالونيا الكبرى للدراجات النارية 2012
جائزة كتالونيا الكبرى للدراجات النارية 2012 هو سباق دراجات نارية أقيم بتاريخ 3 يونيو 2012 في حلبة دي كاتلونيا. كان الجولة الخامسة من أصل 18 في سباق الجائزة الكبرى للدراجات النارية موسم 2012. فاز الإسباني خورخي لورنزو بفئة الموتو جي بي بينما جاء الإسباني داني بيدروسا في المركز الثاني.

## وصلات خارجية
- الموقع الرسمي